# Гігантський войд
Гігантський войд, Гігантська порожнеча (також відома як Гігантська порожнеча в NGH, Canes Venatici Supervoid і AR-Lp 36) — це надзвичайно велика область простору з недостатньою щільністю галактик, розташована в сузір'ї Гончих псів. Це друга за величиною підтверджена порожнеча на сьогоднішній день з орієнтовним діаметром від 300 до 400 Мпк (від 1 до 1,3 мільярда світлових років) [1], а його центр лежить приблизно на відстані 1,5 мільярда світлових років (z = 0,116). Вона була відкрита в 1988 році і була найбільшою порожнечею в Північній галактичній півкулі і, можливо, другою за величиною з коли-небудь виявлених. Навіть гіпотетична «Еріданська надпорожнеча», яка відповідає положенню холодної плями WMAP, є карликовою порівняно з цією порожнечею, хоча Гігантська порожнеча не відповідає будь-якому значному охолодженню космічного мікрохвильового фону.
Усередині цієї величезної порожнечі є 17 скупчень галактик, зосереджених у сфері сферичної форми діаметром 50 Мпк. Дослідження руху цих кластерів показують, що вони не взаємодіють один з одним, тобто щільність кластерів дуже низька, що призводить до слабкої гравітаційної взаємодії. Розташування порожнечі в небі близьке до порожнечі Волопаса.
У серії статей, опублікованих між 2004 і 2006 роками, космолог і фізик-теоретик Лаура Мерсіні-Хоутон представила теорію про те, що Всесвіт виник із мультивсесвіту, і зробила серію перевірених передбачень, які включали існування Гігантської Порожнечі.

## Інтернет-ресурси
- Порівняння найбільших об'єктів у Всесвіті